# Хореш

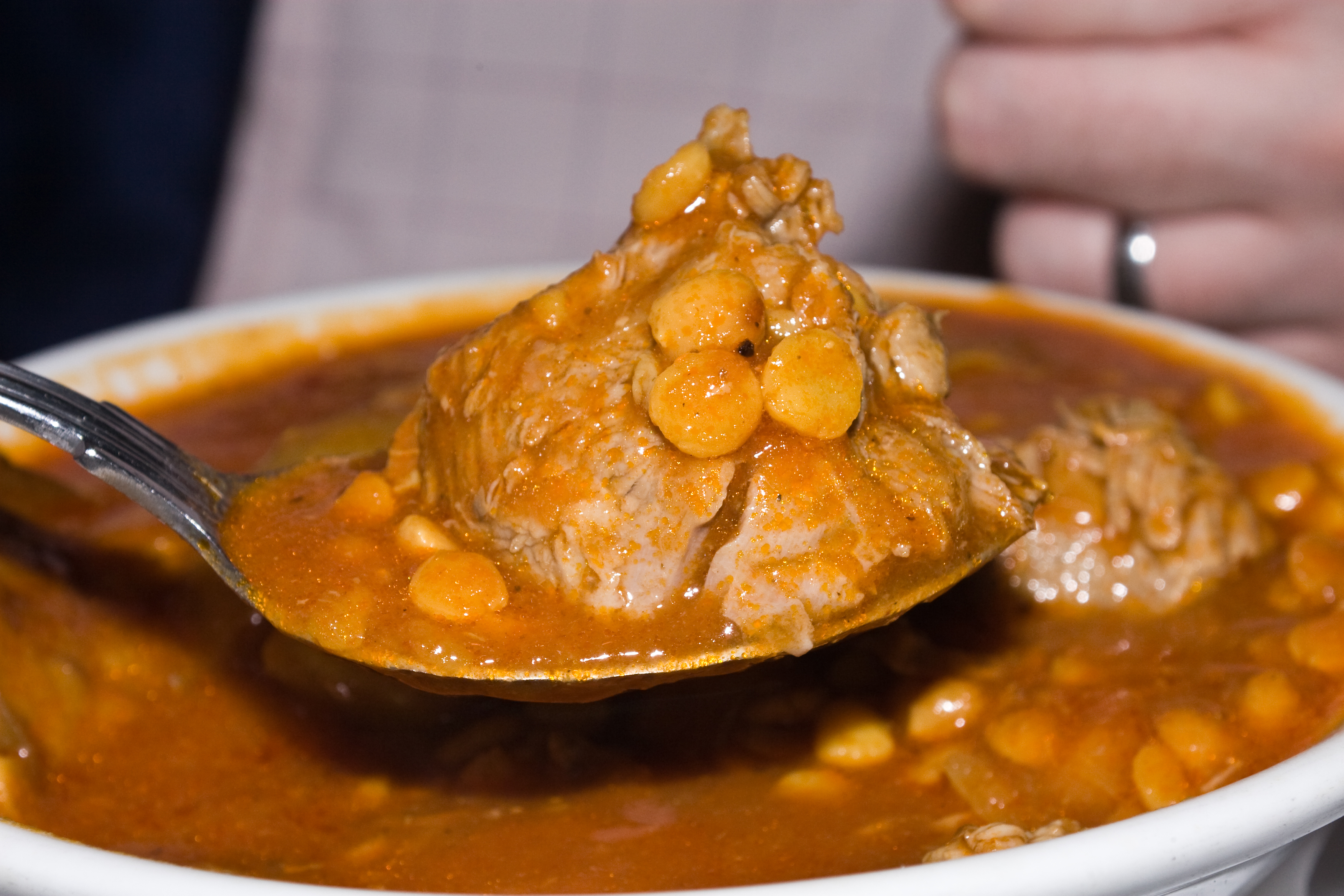
Бадемжан

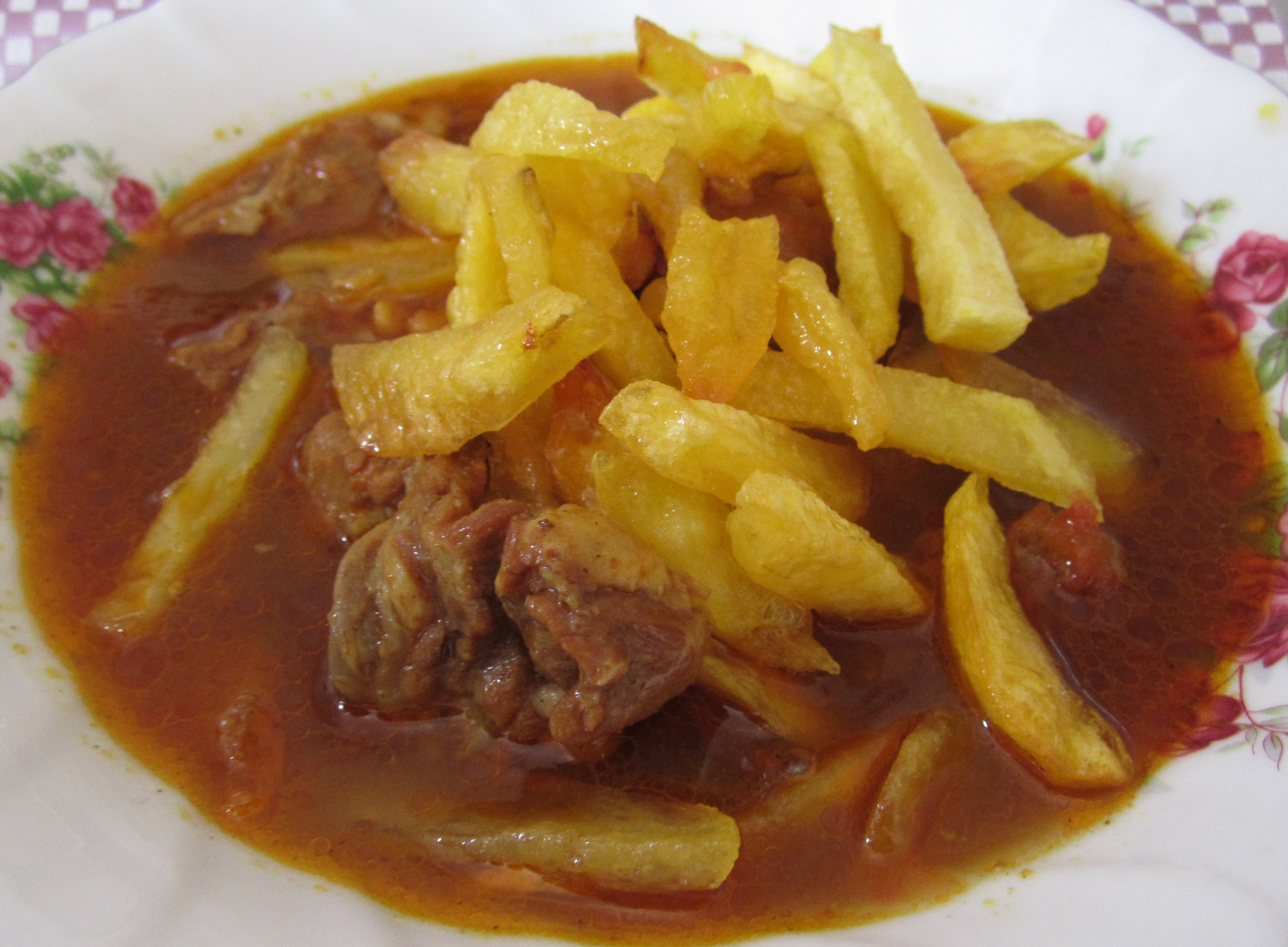
Khoresh-e Gheimeh

Хореш — вид тушкованих страв в іранській кухні. Основою їх зазвичай є овочі та м'ясо, але існує безліч варіантів хореша з різними інгредієнтами, в тому числі й вегетаріанських. Зазвичай такі страви подаються разом з рисом. Часто в них додають велику кількість шафрану, що надає характерний колір і запах.
До хорешів відносяться такі страви, як горме сабзі (з великою кількістю зелені), фесенджан (в основному з м'яса), хореш бадемжан (з баклажанами).